# Alter Kranen (Würzburg)

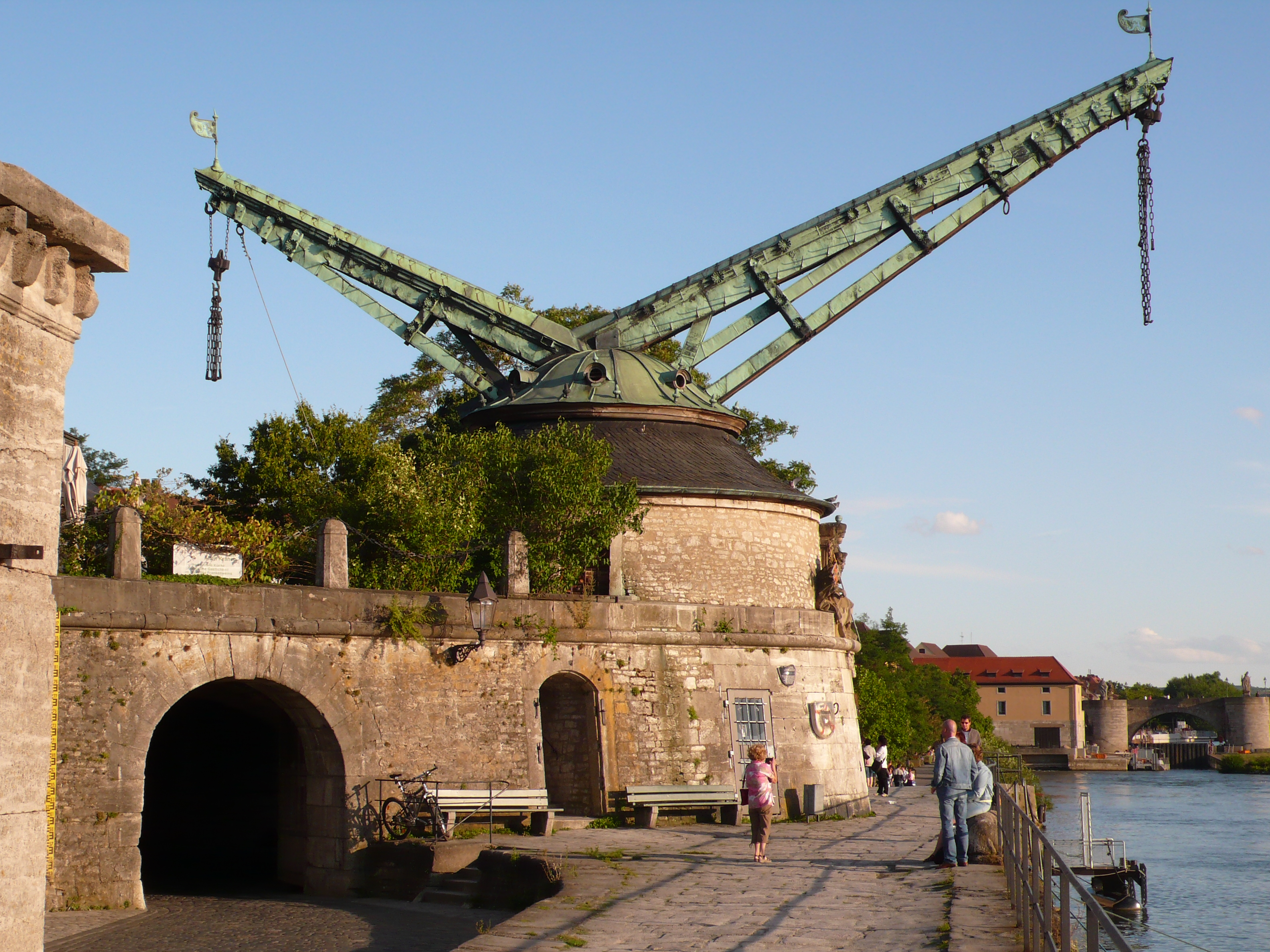
Der Alte Kranen

Der Alte Kranen ist ein barocker Hafenkran mit Doppelausleger aus dem Jahre 1773 auf dem nach ihm benannten Kranenkai in Würzburg am rechten Mainufer westlich der Juliuspromenade.

## Geschichte und Bedeutung

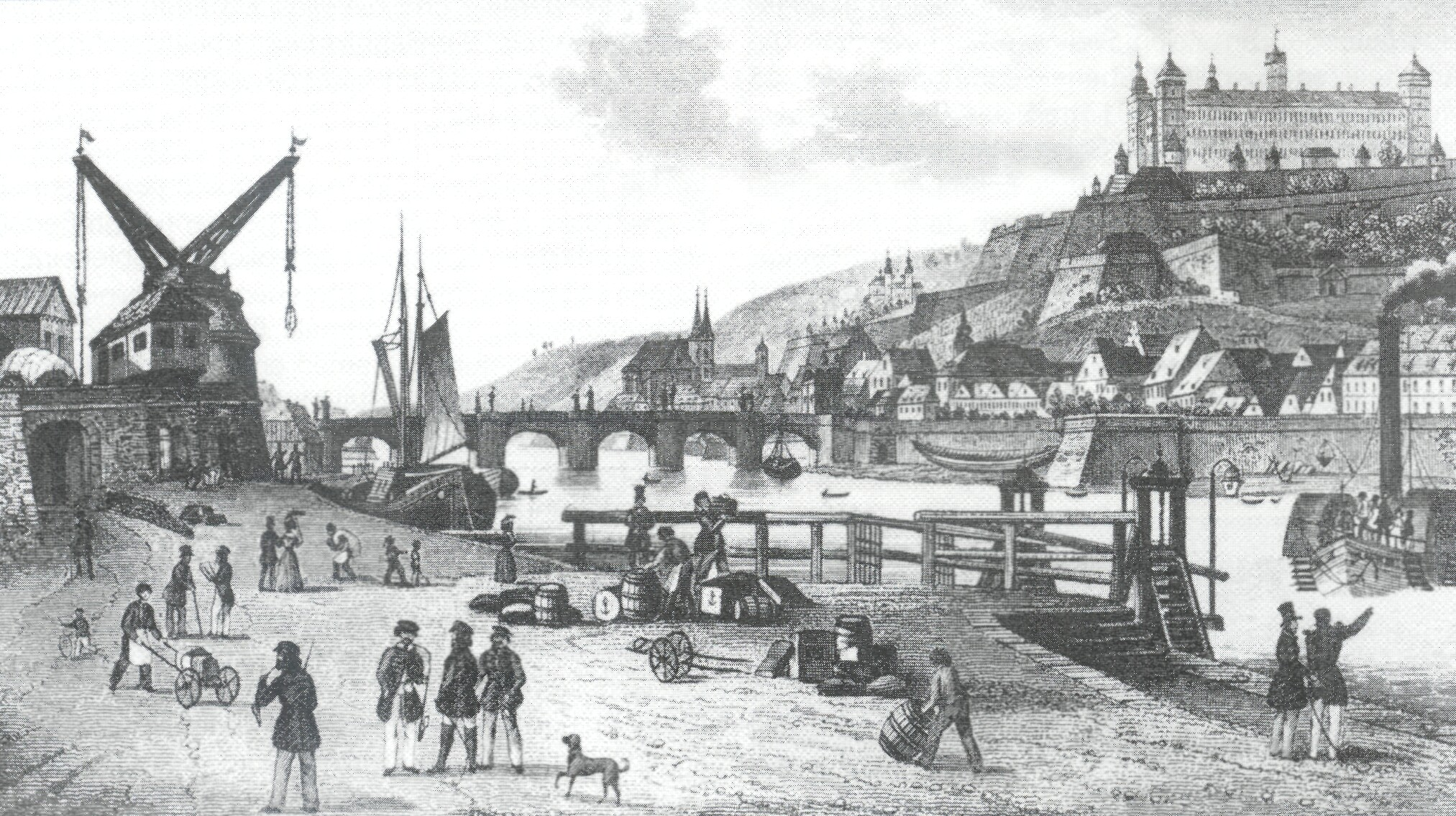
Würzburg Anfang des 19. Jahrhunderts: Blick auf den Main mit Raddampfer, Kran, Kranmeisterhaus und Lagerhaus

Der barocke Bau der mit einem Stadtmauertor ausgestatteten Krananlage, seinerzeit Würzburger Kranen oder Mainkranen genannt, wurde auf Geheiß des Fürstbischofs Adam Friedrich von Seinsheim zur Belebung des Mainhandels von Franz Ignaz Michael Neumann, dem Sohn des berühmten Barockarchitekten und Baumeisters Balthasar Neumann, 1767–1773 auf dem Kranenkai am Main erbaut und Anfang September 1773 in Betrieb genommen. Im Gegensatz zu seinen Pendants in Andernach am Rhein und Trier an der Mosel, die 350 beziehungsweise 497 Jahre und 126 Jahre im Einsatz waren, war der Würzburger Kran nur 73 Jahre lang bis 1846 in Betrieb und wurde dann durch einen Eisenkran 50 m mainabwärts ersetzt, der 1922 ebenfalls seinen Betrieb einstellte. Den Zweiten Weltkrieg überstand der Alte Kranen mit seinem völlig intakten Mechanismus unbeschadet, obwohl Würzburg dabei zu mehr als 80 Prozent zerstört wurde. Anfang des 20. Jahrhunderts kam er kurzfristig nochmals zum Einsatz (Verladen von Bauholz).
Bereits im 16. Jahrhundert war ein „Kranich“ geplant; der Domherr Sigmund Fuchs von Wonfurt vererbte am 26. März 1571 den beiden Bürgermeistern der Stadt 300 Gulden „zur Uferbebauung eines Cranichs“. Es dauerte eine Zeit, bis man den Maurer Jakob Amann zum Stadtbaumeister gewann, aber die bereitgestellten Baustoffe, vor allem das Holz, wurden vom Eisgang und Hochwasser 1572 hinweggeschwemmt, Uferbefestigung und Kranbau fielen buchstäblich ins Wasser.

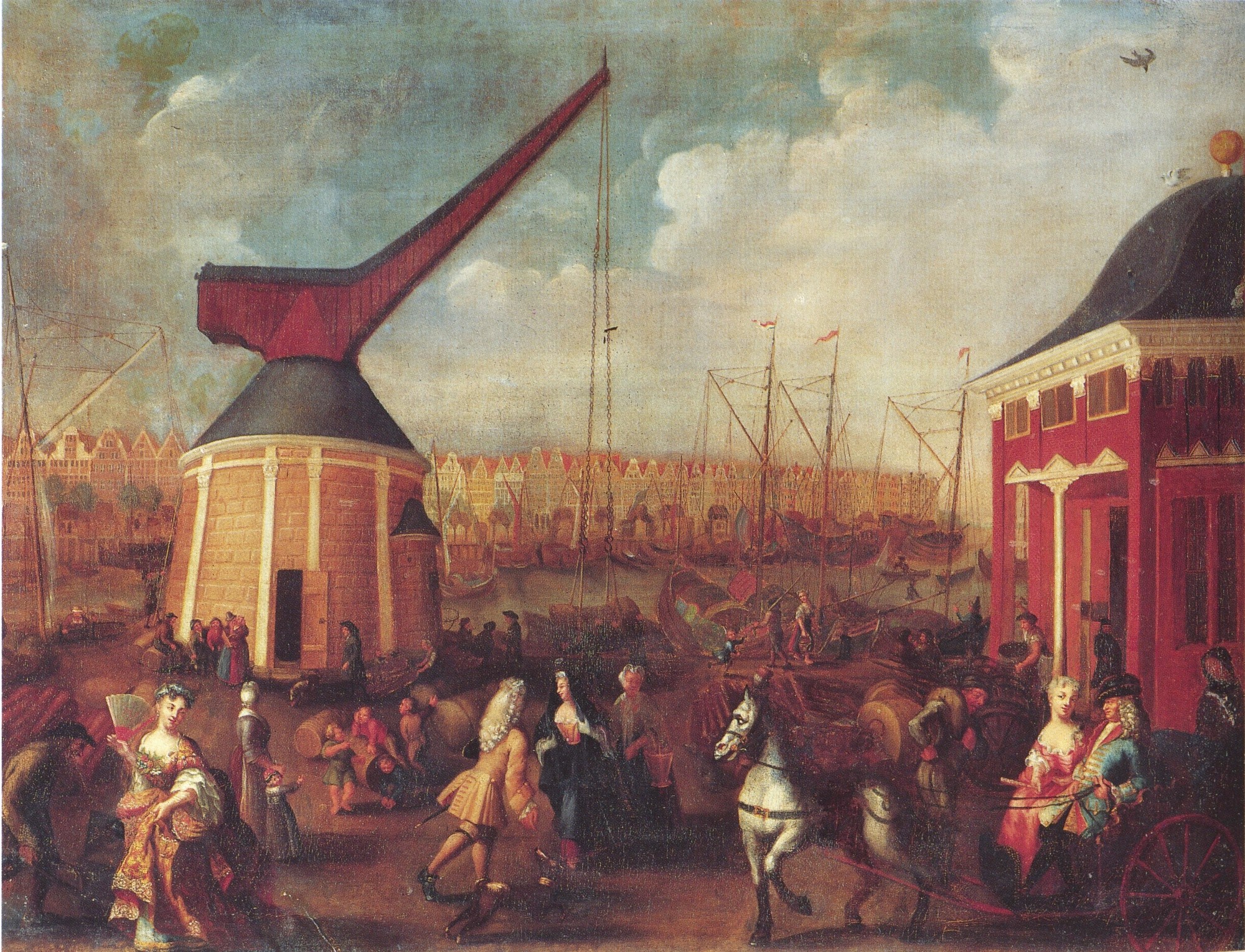
So etwa sah einer der Entwürfe für den Mainkran aus: Hamburger Hafenkran aus dem 17. Jahrhundert

Der heutige Kran war nicht der erste Entwurf. Zunächst dachte man an einen runden Steinkran ähnlich dem Marktbreiter Kran, frei auf dem Niederkai stehend. Ein weiterer Plan sah einen Hafenkran mit korinthischen Pilastern und Gesims verziertem kegelstumpfförmigem (85°) Steinhaus vor, vergleichbar dem Hamburger Hafenkran aus dem 17. Jahrhundert, dessen Kegeldach (fester und drehbarer Teil: 65°) mit Ausleger (40°) dem des heutigen Stader Salzkran ähnelte. Schlussendlich setzte sich die heutige Ausführung mit Integration in die Uferbefestigung durch, zunächst mit einem, dann mit zwei Auslegern.
Der Alte Kranen als herausragende Flussufermarke misst außerdem den Mainpegel von Würzburg und ist mit einer Pegellatte und Hochwassermarken versehen. Er stellt ein seltenes Industrie-, Architektur- und Wirtschaftsdenkmal aus der Barockzeit mit funktionsfähiger Mechanik dar und erinnert an die Bedeutung des Mainhandels für Würzburg. Er ist zudem der einzige Doppelauslegerkran mit zwei Kettenwerken und gilt architektonisch als schönster der verbliebenen Steintretkräne. Denn schon damals nannten ihn die Zeitgenossen „eine Sehenswürdigkeit, wie kaum etwas vorzüglicher am Main und Rhein zu schauen, ein Werk, das an Schönheit, Festigkeit, Größe und Majestät wenig seines gleichen habe.“

## Beschreibung und Funktion

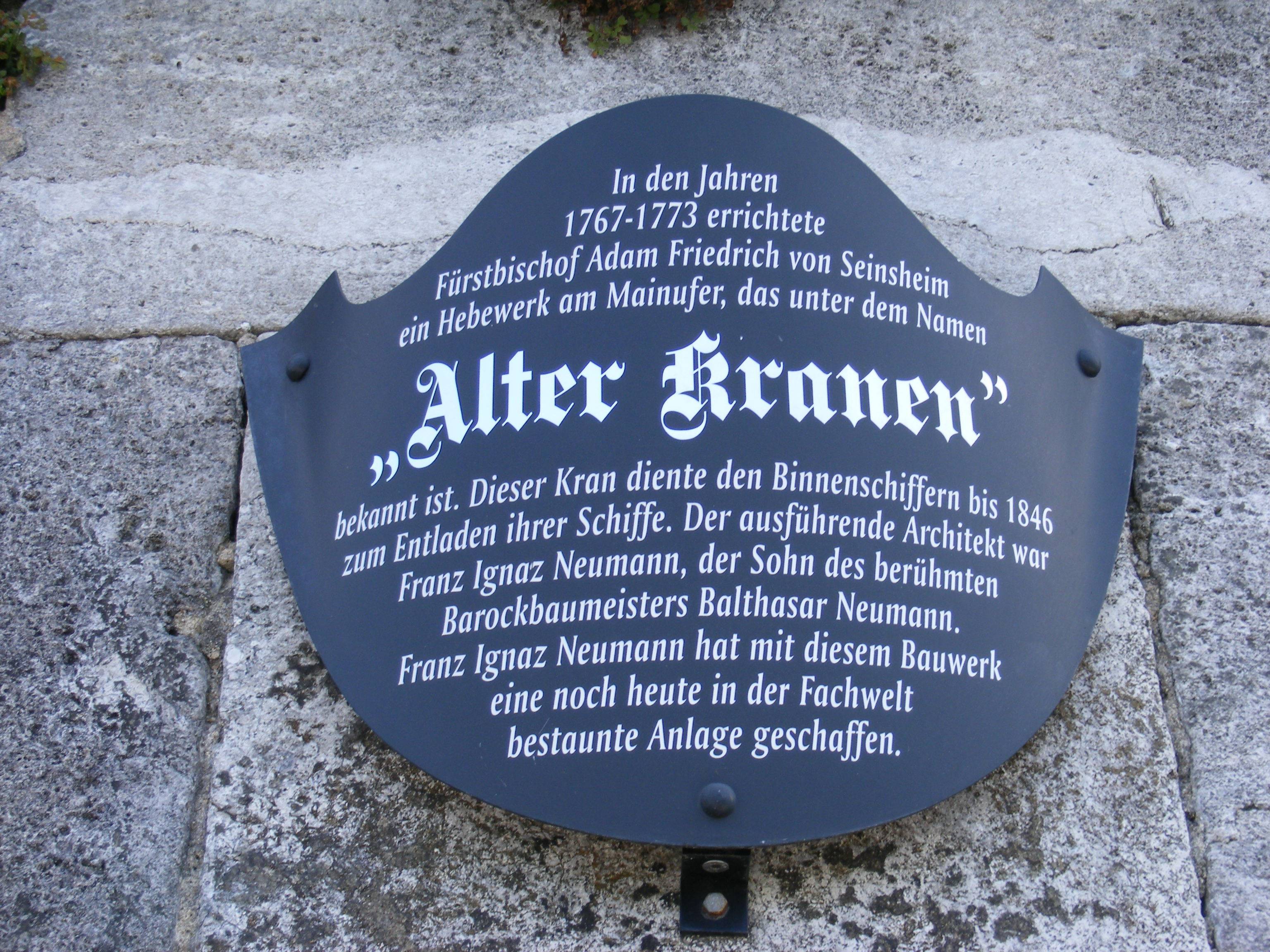
Informationsschild am Kranen

Es handelt sich um einen Steinturmtretkran von 10,2 m Kranhausdurchmesser und gleicher Kranhaushöhe, eingebaut in die Eckbastion der Uferbefestigungsanlage (s. u.) als kegelstumpfförmiger Rundbau. Vom Hochkai ist er durch eine gegenüber dem Wappen gelegene Tür, flankiert von je zwei vergitterten hohen Fenstern, zugänglich sowie durch den ebenerdigen Haupteingang von der Krantorpassage unter dem Kai her. Der leicht konkave, feste Glockendachstumpf wird von der um 360° drehbaren, kupfergedeckten Glockendachkappe mit Doppelausleger (11 m und 14 m, beide mit Kette, einfachem Flaschenzug und Haken) abgeschlossen (gebrochenes Glockendach). Aufgrund der die Dachspitze ausfüllenden Auslegergeometrie gibt es keinerlei Dachabschluss wie Turmkugel oder Spitze, sechs runde Dachgauben sorgen für weiteren Lichteinfall. Die gesamte Dachkonstruktion ruht auf dem Kranhausabschluss und sechzehn an der Kranhausinnenwand angebrachten Eichenbalken mit Verstärkungen. Zwei mächtige Treträder von 5,2 m Durchmesser und 1,45 m Breite bilden den Antrieb. Beide Ausleger bestehen aus vier mit Kupferblech verkleideten Eichentragbalken nebst zwei bzw. einem Stützbalken und sieben bzw. vier Klammerstreben pro Auslegerseite. Gedreht wurde das Kranoberteil samt Last (1,2 Tonnen (kurzer Ausleger) plus 1 Tonne (langer Ausleger)) über einen horizontalen Eichenbalken (Deichsel), der durch die senkrechte, mittige Kransäule (0,55 m ⌀, auch „Kaiserbaum“ genannt) unterhalb der Räder verläuft und beiderseits herausragt. Dieser Drehbalken hat jeweils im unteren Ende der außen liegenden Stützen ein Rädchen eingebaut, das in einer steinernen Führungsrille im Fußboden des Kranhauses läuft. Pro Tretrad wurden zwei Windenknechte (Radläufer, der Zunft der Aufläder, in Würzburg auch Kärrner genannt, angehörig; ihnen oblagen auch Warenlagerung und Speditionsarbeiten) zum Heben und Senken der Lasten benötigt, bei schweren Lasten auch mehr (mitunter griff der zusätzliche Kranarbeiter von außen in die Radspeichen), weitere zwei bis vier Mann zum Drehen des Oberteils. Ein vereidigter Kranmeister leitete den Verladevorgang, koordinierte die Arbeiten und befehligte die Männer. Ehemals befand sich das Kranwärterhäuschen, das über die Hochkaimauer ragte, bis Anfang des 20. Jahrhunderts oberhalb des Treppenaufgangs am Kran. Neben dem Kranen standen Lagerhäuser. Eine alte gepflasterte Straße, die ehemalige Kärrnergasse, führte hindurch.
Der – starre – Doppelausleger aus kupferblechgedecktem Vierkantholz bildet funktionell zwei in Bezug auf die vertikale Krandrehachse diametral gegenüber liegende Ausleger aus. Durch diese Konstruktion ist es möglich, einen Teil des Kippmoments der Last an einem Arm durch den Hub eines Gegengewichts am anderen Arm zu kompensieren. Bei einem dadurch geringeren Gesamtkippmoment tritt an den Drehlagerrollen weniger radiale Schubkraft auf und der Turm lässt sich leichter drehen. Soll ein Schiff von einem Ladegut entladen und mit einem anderen beladen werden, können die zwei Ausleger im Gegenzug gleichzeitig genutzt werden, was Ladezeit reduzieren kann. 

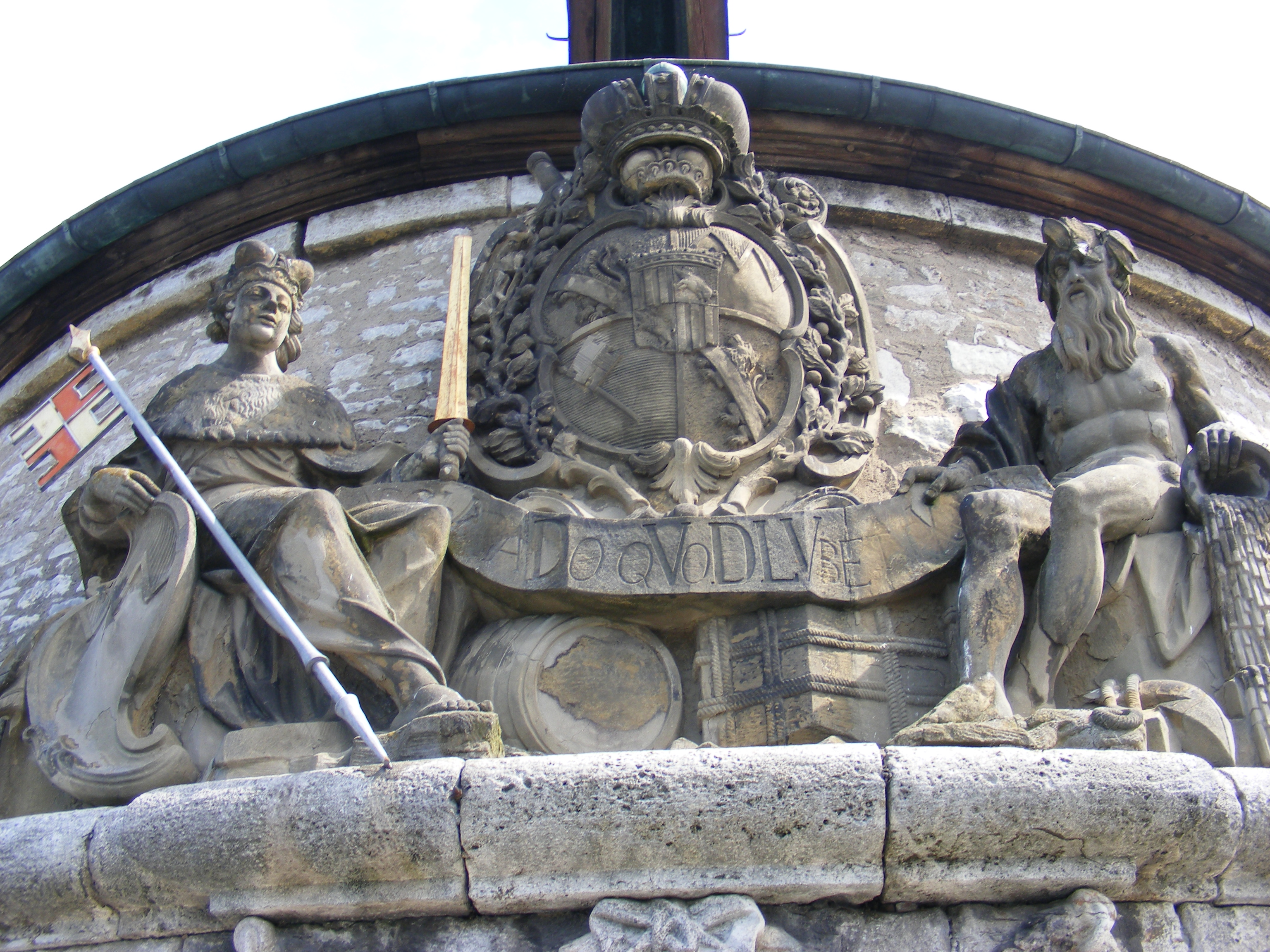
Wappenrelief

Zum Schutze vor Hochwasser wurde der Kran nahe dem Oberzollhof in eine schanzenartige Biegung der erhöhten Uferbefestigung, des Hochkais, errichtet, der auch als Stadtmauer fungiert (mit stark befestigtem Krantor), so dass gleichzeitig Mainschiffe am Niederkai, dem Mainufer, und Fuhrwerke auf dem Hochkai be- und entladen werden konnten. Hinter dem Kran stand bis 1945 ein großes Lagerhaus. Ein Chronostichon des Krans unter dem Wappen in Latein: „accipio trado quod libet expedio“ versprach früher: „Ich empfange, übergebe, was beliebt, [und] befördere [es]“; (die Schrift ist in der Form: 'aCCIpIo traDo qVoDL Vbet eXpeDIo' ausgeführt, um die Jahreszahl „1773“ aufzuzeigen: CCIIDVDLVXDI ergibt geordnet: DDDCCLXVVIII, daraus mit DD = M und VV = X die korrekte Schreibweise: MDCCLXXIII = 1773)
Das Wappen des Fürstbischofs Adam Friedrich von Seinsheim, der zur Förderung des Maingüterverkehrs selbst den Bau veranlasst hatte, flankiert von den Göttergestalten Franconia (Schutzgöttin und Personifikation Frankens) mit Rennfähnlein und Moenus (Flussgott und Fluss Main) ist in die dem Main zugewandte Kranmauer eingelassen.

## Nutzung als Treffpunkt

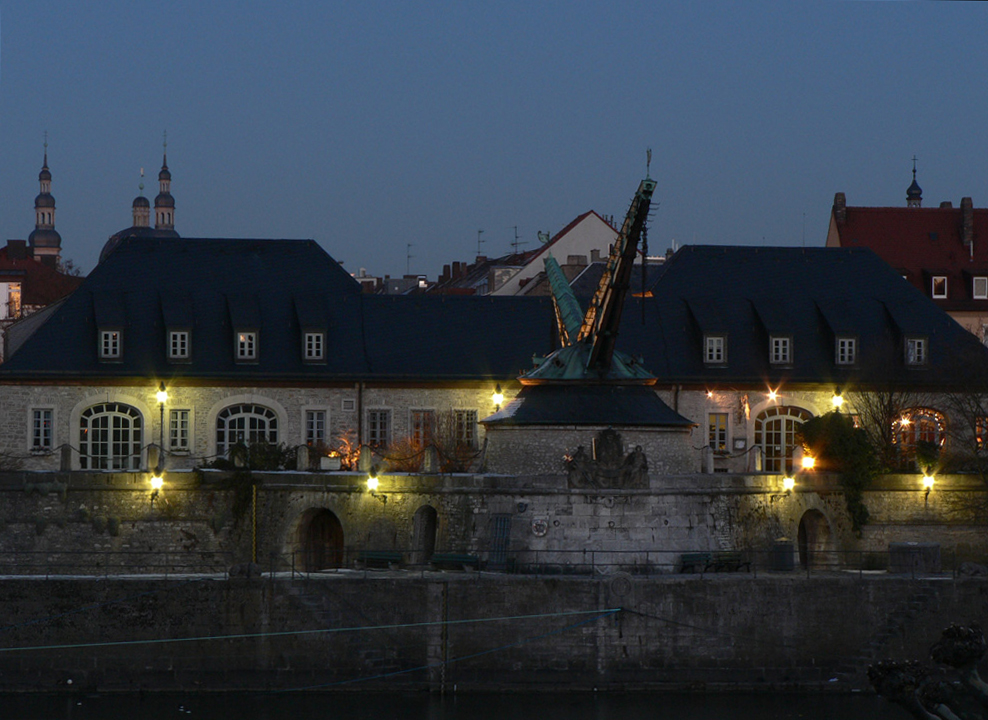
Der Alte Kranen bei Nacht

Aufgrund der günstigen zentralen Lage direkt am Main und einer Reihe von Sitzgelegenheiten sowie dort befindlicher Gastronomie ist der Alte Kranen heute ein beliebter Treffpunkt, besonders in den Sommermonaten.